# Enea Balmas
Enea Balmas (* 23. Juni 1924 in Mailand; † 30. Dezember 1994) war ein italienischer Romanist und Literaturwissenschaftler.

## Leben und Werk
Balmas studierte in Mailand. Er lehrte an den Universitäten Padua, Parma und Verona sowie ab 1975 als Professor für Französische Literatur an der Universität Mailand. 1967 gründete er die Zeitschrift Studi di letteratura francese.
Balmas war ab 1986 Präsident der Association internationale des études françaises (AIEF).
Balmas war Ehrendoktor der Sorbonne (1989). 1992 verlieh ihm die Académie française ihren „Grand Prix du rayonnement de la Langue Française“. Der italienische Französistik-Preis Premio Balmas-Valle d’Aosta ist nach ihm benannt.

## Werke

### Monographien und Sammelschriften
- De Gide à Salacrou. Neuf personnages, Mailand 1955
- Notes de grammaire historique, Mailand 1958
- Aspects et problèmes de la littérature contemporaine, Mailand 1959
- Le Idee di Barthélemy de Laffemas, Mailand 1960
- Situazioni e profili. Gide. Sartre. Jouhandeau. Gracq. Camus, Mailand 1960, 1968
- Un poeta del Rinascimento francese. Etienne Jodelle. La sua vita. Il suo tempo, Florenz 1962 (Vorwort von Marcel Raymond)
- Montaigne a Padova e altri studi sulla letteratura francese del cinquecento, Padua 1962
- Le opere giovanili di André Malraux, Milano 1966
- (mit Diego Valeri) L’età del Rinascimento in Francia. Letteratura e storia, Florenz/Mailand 1969
- Paul Melissus. Viaggiatore italiano, Verona 1969
- La Renaissance II. 1548-1570, Paris 1974 (Littérature française [in 16 Bdn.], hrsg. von Claude Pichois, Bd. 4); u. d. T. (mit Yves Giraud) De Villon à Ronsard. XVe – XVIe siècles, Paris 1986 (Littérature française in 9 Bdn., hrsg. von Claude Pichois, Bd. 2; u. d. T. Histoire de la littérature française, 1997–1999)
- La scoperta dell’America e le lettere francesi del cinquecento. Buon selvaggio e terzo mondo, Mailand 1971
- Modernità e tradizione nell’avanguardia teatrale contemporanea, Padua 1977
- Il Mito di Don Giovanni nel Seicento francese, 2 Bde., Mailand 1977–1978, 1983
- Il Buon selvaggio nella cultura francese del settecento, Mailand 1980, 1984
- Saggi e studi sul Rinascimento francese, Padua 1982
- Immagini di Faust nel romanticismo francese, Fasano 1989
- Mini dictionnaire français-italien, italien-français, Novara/Paris 1993
- (mit Silvio Ferrari) Espaces francophones. 17 écrivains belges d’expression française, Mailand 1994
- Studi sul Cinquecento, Florenz 2004

### Herausgebertätigkeit
- Etienne Jodelle, L’Eugene, Mailand 1955
- Pierre Gringore, Lettres nouvelles de Milan, Mailand 1955
- Etienne Pasquier, Le Monophile, Varese 1957
- (mit S. Pianciamore) Poeti e prosatori italiani e stranieri. Antologia per le clasi di collegamento degli instituti tecnici e magistrali, 4. Auflage, Mailand/Messina 1958
- J.-H. Maubert de Gouvest, Les lettres iroquoises, Paris/Mailand 1962, 1971
- Étienne Jodelle, Oeuvres complètes, 2 Bde., Paris 1965–1968
- Comédies du XVIème siècle, Paris/Mailand 1967
- Le Charroi de Nîmes, Mailand 1968 (Kurzfassung)
- Gerolamo Miolo, Historia breve e vera de gl’affari de i Valdesi delle Valli, Turin 1971
- (mit Vittorio Diena) Histoire mémorable de la guerre faite par le Duc de Savoye contre ses subjectz des vallées, Turin 1972
- (mit Carlo Alberto Theiler) Storia delle persecuzioni e guerre contro il popolo chiamato valdese che abita nelle Valli del Piemonte, di Angrogna, Luserna, S. Martino, Perosa e altre, a far tempo dall' anno 1555 fino al 1561, Turin 1975
- (mit Mario Dal Corso) I Manoscritti Valdesi di Ginevra, Turin 1977
- (mit Grazia Zardini Lana) Denys Bouteroue, Discorso breve delle persecuzioni occorse in questo tempo alle chiese del Marchesato di Saluzzo (1620), Turin 1978
- (mit Michel Dassonville) Théâtre français de la Renaissance, Florenz 1986 ff.
- La scoperta dell’America e le lettere francesi, Mailand 1992